# Джина Мантеня
Джина Кристин „Джия“ Мантеня (на английски: Gina Cristine „Gia“ Mantegna) е американска актриса. Известна е с участието си в „Замръзналата земя“ (2013), „В страната на жените“ (2007) и Събудих се на 30 (2004).

## Личен живот
Джина Мантеня е родена на 17 април 1990 г. в Манхатън, Ню Йорк, но израства в Лос Анджелис, Калифорния. Дъщеря е на Арлийн (по баща Врел), която е собственик на ресторант „Вкус на Чикаго“ в Бърбанк, Калифорния, и актьора Джо Мантеня. Джия свири на пиано и саксофон и е опитна певица.

## Кариера
Мантеня прави своя актьорски дебют на 13-годишна възраст през 2003 г. във филма „Чичо Ниньо“, заедно с Ан Арчър, Тревър Морган, и баща си, Джо Мантеня. По-късно тя се появи във филма „Събудих се на 30“. През 2006 г. изиграва героинята Грейс Конрад във филма Деца без придружител.